# Caridina mccullochi
Caridina mccullochi е вид десетоного от семейство Atyidae. Видът не е застрашен от изчезване.

## Разпространение и местообитание
Разпространен е в Австралия (Нов Южен Уелс).
Обитава сладководни басейни и реки.